# Octeabriscoe, Florești
Octeabriscoe este un sat din comuna Văscăuți din raionul Florești, Republica Moldova. Satul s-a numit Mîrzești până în 1948, când a fost redenumit Voroșilovo. În 1958 i s-a schimbat denumirea în Octeabriscoe.

## Demografie
Conform recensământului populației din 2004, satul Octeabriscoe avea 207 locuitori: 106 moldoveni/români, 94 ucraineni, 6 ruși și 1 polonez.